# Hans Biebow
Hans Biebow (18. december 1902 – 23. juni 1947) var chef for den tyske administration af Ghetto Litzmannstadt i Łódź i det besatte Polen.
Biebow var kaffeforhandler i Bremen, før han i årene 1940-44 blev sat til at administrere ghettoforvaltningen i Łódź. Han kunne være charmerende mod sine jødiske underordnede, og havde kaffe med til Chaim Rumkowskis sekretærer, da han kom tilbage fra orlov i 1940. Men han tilpassede sig sømløst til Endlösung og aflagde også visit i udryddelseslejren Chelmno. Under razziaerne i Łódź-ghettoen i 1942 sås han bevæbnet med en pistol, og i 1944 forrådte han ghetto-jøderne ved at få dem til at tro, at de skulle sendes til arbejdslejre, når de i virkeligheden skulle til Auschwitz-Birkenau. I juni 1944 gik han ind på Rumkowskis kontor og mishandlede den gamle mand så læsterligt, at han måtte på sygehus. I august samme år satte han Rumkowski og hans kone på et tog til Auschwitz.
I september 1944, en dag han var fuld, forsøgte Biebow at voldtage en 16-årig jødisk pige, men måtte opgive og skød hende i stedet ind i ansigtet. Han sørgede personligt for at få hendes familie deporteret.
Efter tyskernes kapitulation i 1945 gemte Biebow sig i Tyskland, men blev genkendt af en overlevende fra ghettoen, hvilket førte til hans arrestation. Han blev udleveret til Polen, hvor han blev dømt til døden d. 30. april 1947 og henrettet 23. juni samme år.